# Might and Magic
Might and Magic (MM) es una serie de videojuegos de rol de la empresa  New World Computing, que en 1996 pasó a ser una subsidiaria de The 3DO Company. El productor de la serie fue Jon Van Caneghem.
Might and Magic es considerada una de las series más importantes de los primeros videojuegos de rol, junto con las series Bard's Tale, Ultima y Wizardry.
La serie Might and Magic original terminó oficialmente con el cierre de The 3DO Company. Los derechos del nombre Might and Magic fueron comprados por Ubisoft por la suma de 1,3 millones de dólares, quien "reinició" la franquicia con una nueva serie sin conexión aparente con la continuidad previa, comenzando con los videojuegos Heroes of Might and Magic  y Dark Messiah of Might and Magic.

## Historia
La serie está compuesta por los siguientes diez videojuegos:
- Might and Magic Book One: The Secret of the Inner Sanctum (1986; Apple II, Mac, DOS, Commodore 64, NES, MSX, PC-Engine CD-ROM)
- Might and Magic II: Gates to Another World (1988; Apple II, Amiga, DOS, Commodore 64, Mac, Sega Genesis, SNES (solo Europa), SNES (solo Japón, versión diferente de la europea), MSX, PC-Engine CD)
- Might and Magic III: Isles of Terra (1991; DOS, Mac, Amiga, SNES, Sega Genesis, PC-Engine CD-ROM)
- Might and Magic IV: Clouds of Xeen (1992; DOS, Mac)
- Might and Magic V: Darkside of Xeen (1993; DOS, Mac)
  - Might and Magic: World of Xeen (1995; DOS)
- Might and Magic VI: The Mandate of Heaven (1998; Windows)
- Might and Magic VII: For Blood and Honor (1999; Windows)
- Might and Magic VIII: Day of the Destroyer (2000; Windows)
- Might and Magic IX: Writ of Fate (2002; Windows)
- Might and Magic X: Legacy (2014; Windows)

### Antologías
- Might and Magic Trilogy (1993), incluye Might and Magic III, IV, V, y Swords of Xeen, este último hecho por los fanáticos.
- Might and Magic I, II, III, IV, V: Collection Classique (1998), contiene los videojuegos I a V.
- Ultimate Might and Magic Archives (1998), incluye los primeros cinco videojuegos, World of Xeen y Swords of Xeen.
- Might and Magic VI: The Mandate of Heaven - Limited Edition (1998), una edición de coleccionistas de Might and Magic VI que además incluye los primeros cinco videojuegos en CD-ROM.
- Might and Magic Sixpack (1998), incluye los primeros seis videojuegos de la serie.
- Might and Magic Millennium Edition (1999), incluye los videojuegos IV, V, VI y VII.
- Might and Magic (Platinum Edition) (2002), incluye los videojuegos VI, VII, VIII y IX.
- Might and Magic Legacy (Deluxe Box Edition) (2014), incluye los videojuegos VI y X.

Existen muchas spin-offs de la serie principal, entre ellas Heroes of Might and Magic, Crusaders of Might and Magic, Warriors of Might and Magic, Legends of Might and Magic, y Swords of Xeen.
En agosto de 2003, Ubisoft adquirió los derechos de la franquicia Might and Magic por 1,3 millones de dólares luego de que 3DO se declarara en bancarrota. Desde entonces, Ubisoft ha lanzado dos nuevos proyectos usando la marca Might and Magic: una quinta entrega de la serie Heroes of Might and Magic, desarrollada por Nival Interactive, y un videojuego de acción llamado Dark Messiah of Might and Magic, desarrollado por Arkane Studios.

## Jugabilidad
La mayoría de la jugabilidad toma lugar en un escenario de fantasía medieval. El jugador controla un grupo de personajes jugadores, que pueden ser miembros de distintas clases de personaje. El jugador ve el mundo en primera persona. En los primeros videojuegos la interfaz es muy similar a la de Bard's Tale, pero a partir de Might and Magic VI: The Mandate of Heaven en adelante, la interfaz presenta un entorno tridimensional con desplazamiento similar al de Doom. El combate es por turnos, aunque en los últimos videojuegos se le permite al jugador escoger llevarlo a cabo en tiempo real.
Los mundos en todos los videojuegos de la serie Might and Magic son muy grandes, y un jugador puede esperar de cada videojuego varias docenas de horas de juego. Los combates son algo muy común y a menudo se ven grandes grupos de criaturas enemigas. Los monstruos y situaciones encontrados a través de la serie tienden a ser elementos de fantasía muy conocidos como ratas gigantes, maldiciones de hombres lobos, vuelos de dragones y hordas de zombis, en vez de creaciones originales. Isles of Terra y los videojuegos Xeen tienen un entorno distinto, que combina fantasía con ciencia ficción en un modo único.

## Trama
Si bien en la mayoría de la jugabilidad resalta claramente un género de fantasía, la trama general de la serie tiene algo de ciencia ficción. La serie toma lugar en una galaxia ficticia que forma parte de un universo alternativo, en la que los planetas son vigilados por una poderosa raza de viajeros espaciales conocidos como los Ancients (en español "antiguos"). En cada videojuego, un grupo de personajes lucha contra monstruos y completa misiones en uno de estos planetas, hasta que finalmente pasan a formar parte de los asuntos de los Ancients.
Los primeros cinco videojuegos de la serie tratan sobre el guardián renegado del planeta Terra, llamado Sheltem, quien se vuelve irrevocablemente corrupto, desarrollando una afición por tirar planetas a sus soles. Sheltem se establece a sí mismo en una serie de mundos planos conocidos como nacelles (que se supone que son naves espaciales gigantes) y Corak, un segundo guardián y creación de los Ancients, con la ayuda de los personajes jugadores, lo persigue a través del Void. finalmente tanto Corak como Sheltem son destruidos en una batalla climática en el nacelle de Xeen.
Los videojuegos sexto, séptimo y octavo toman lugar en Enroth, un planeta dominado parcialmente por la dinastía Ironfist, y narra los eventos y las consecuencias de una invasión de los Kreegan, los archienemigos demonios de los Ancients. También se revela que la destrucción acarreada por la guerra entre los Ancients y los Kreegan es la razón por la que los mundos de Might and Magic existen como escenarios de fantasía medieval a pesar de una vez haber estado repletos de tecnología futurista; estos mundos fueron arrebatados de los Ancients y cayeron en la barbarie. Del primer al tercer videojuego de la serie Heroes of Might and Magic se narra la fortuna de los Ironfists con más detalle, aunque en esta serie no aparece ningún elemento de ciencia ficción.